# Darius Johnson-Odom
Pour les articles homonymes, voir Johnson et Odom.
Darius Earvin Johnson-Odom, né le 28 septembre 1989 à Youngsville en Caroline du Nord, est un joueur américain de basket-ball. Il évolue au poste d'arrière.

## Biographie

### Saison 2012-2013
Johnson-Odom passe trois saisons à l'université de Marquette avant d'être sélectionné à la 55e position de la draft 2012 de la NBA par les Mavericks de Dallas, qui le transfèrent immédiatement aux Lakers de Los Angeles. Le 15 septembre 2012, il signe son contrat rookie avec les Lakers. Johnson-Odom est envoyé, plusieurs fois durant la saison 2012-2013, chez les D-Fenders de Los Angeles, l'équipe de D-League affiliée aux Lakers,.
Le 7 janvier 2013, Johnson-Odom est coupé par les Lakers. C'était le dernier jour pour les équipes NBA pour libérer des joueurs dont le contrat n'est pas garanti avant que leur contrat devienne garanti jusqu'à la fin de la saison. Il joue quatre matches et seulement six minutes au total avec les Lakers, passant la plupart de son temps en D-League où il est le meilleur marqueur des D-Fenders, avec 21 points par match.
Le 24 janvier 2013, Johnson-Odom part en Russie où il signe avec le Spartak Saint-Pétersbourg pour le reste de la saison 2012-2013.

### Saison 2013-2014
Il participe avec les Celtics de Boston à la Summer League 2013 d'Orlando. Le 25 septembre 2013, il rejoint les Lakers de Los Angeles pour participer au camp d'entraînement. Toutefois, ils le libèrent le 16 octobre. Le 18 octobre 2013, il signe en Chine au Sichuan Blue Whales. En novembre 2013, après quatre matches de saison régulière, il quitte les Blue Whales.
Le 3 janvier 2014, il rejoint l'Armor de Springfield en D-League.
Le 14 mars 2014, il signe un contrat de dix jours avec les 76ers de Philadelphie. Le 24 mars 2014, il ne signe pas de second contrat de dix jours à la fin du premier. Johnson-Odom détient actuellement le record du plus grand nombre de tirs tentés sans en réussir un seul en NBA avec 11 tirs.

### Saison 2014-2015
Le 2 août 2014, il signe en Italie, au Cantù pour la saison 2014-2015. Le 11 décembre 2014, il est nommé MVP de la 9e journée de l'EuroCoupe.

### Saison 2015-2016
Le 14 juin 2015, il signe en Turquie au  Trabzonspor Basketball pour la saison 2015-2016. Le 28 décembre 2015, il signe en Grèce, à l'Olympiakós pour le reste de la saison 2015-2016 et le Top 16 de l'Euroligue.

### Saison 2016-2017
Le 11 juin 2016, il retourne en Italie où il signe à Sassari.

### Saison 2020-2021
En juillet 2020, il s'engage avec Orléans Loiret Basket. Il réalise une bonne saison lorsqu'il se blesse au tendon d'Achille face à la JDA Dijon le 16 mars 2021.

### Saison 2023-2024
Le 20 février 2024, il fait son retour dans le loiret et signe un contrat jusqu'à la fin de saison avec l'Orléans Loiret Basket. Il va retrouver son ancien coach, Germain Castano. Il aura pour mission d'aider le club à remonter dans l'élite.

## Statistiques

### Universitaires
Les statistiques en matchs universitaires de Darius Johnson-Odom sont les suivantes :
| Saison    | Équipe             | Matchs | Titul. | Min./m | % Tir | % 3pts | % LF | Rbds/m. | Pass/m. | Int/m. | Ctr/m. | Pts/m. |
| --------- | ------------------ | ------ | ------ | ------ | ----- | ------ | ---- | ------- | ------- | ------ | ------ | ------ |
| 2008-2009 | Hutchinson CC (en) |        |        |        |       |        |      |         |         |        |        |        |
| 2009-2010 | Marquette          | 34     | 22     | 29,7   | 45,5  | 47,4   | 67,7 | 2,65    | 2,38    | 0,88   | 0,18   | 13,00  |
| 2010-2011 | Marquette          | 37     | 35     | 30,0   | 43,3  | 36,4   | 70,8 | 3,03    | 2,38    | 0,84   | 0,19   | 15,78  |
| 2011-2012 | Marquette          | 34     | 33     | 32,9   | 44,7  | 38,5   | 76,4 | 3,50    | 2,76    | 0,94   | 0,12   | 18,32  |
| Total     | Total              | 105    | 90     | 30,8   | 44,4  | 40,3   | 72,2 | 3,06    | 2,50    | 0,89   | 0,16   | 15,70  |

### Professionnelles

#### En NBA
| Saison    | Équipe       | Matchs | Titul. | Min./m | % Tir | % 3pts | % LF | Rbds/m. | Pass/m. | Int/m. | Ctr/m. | Pts/m. |
| --------- | ------------ | ------ | ------ | ------ | ----- | ------ | ---- | ------- | ------- | ------ | ------ | ------ |
| 2012-2013 | L. A. Lakers | 4      | 0      | 1,4    | 0,0   | 0,0    | 0,0  | 1,00    | 0,25    | 0,00   | 0,00   | 0,00   |
| 2013-2014 | Philadelphie | 3      | 0      | 5,1    | 0,0   | 0,0    | 0,0  | 0,67    | 0,33    | 0,33   | 0,00   | 0,00   |
| Total     | Total        | 7      | 0      | 3,0    | 0,0   | 0,0    | 0,0  | 0,86    | 0,29    | 0,14   | 0,00   | 0,00   |

#### En D-League
| Saison    | Équipe      | Matchs | Titul. | Min./m | % Tir | % 3pts | % LF | Rbds/m. | Pass/m. | Int/m. | Ctr/m. | Pts/m. |
| --------- | ----------- | ------ | ------ | ------ | ----- | ------ | ---- | ------- | ------- | ------ | ------ | ------ |
| 2012-2013 | Los Angeles | 13     | 13     | 39,9   | 44,0  | 39,3   | 81,7 | 5,15    | 5,15    | 1,31   | 0,23   | 21,00  |
| 2013-2014 | Springfield | 27     | 26     | 35,9   | 45,3  | 35,6   | 81,5 | 4,41    | 6,07    | 1,41   | 0,19   | 21,96  |
| Total     | Total       | 40     | 39     | 37,2   | 44,8  | 36,9   | 81,6 | 4,65    | 5,78    | 1,38   | 0,20   | 21,65  |

## Palmarès
- First-team All-Big East (2012)

## Clubs successifs
- 2012–2013 :
  -  Lakers de Los Angeles (NBA)
  - →  D-Fenders de Los Angeles (D-League)
- Spartak Saint-Pétersbourg
- 2013-2014 :
  -  Sichuan Blue Whales
  -  Armor de Springfield (D-League)
  -  76ers de Philadelphie (NBA)
- 2014-2015 :  Pallacanestro Cantù
- 2015-2016 :
  -  Trabzonspor Basketball
  -  Olympiakós
- 2016-2017 :  Dinamo Banco di Sardegna Sassari
- 2017-2018 :  Guerino Vanoli Basket
- 2018-2019 :  Wolves de l'Iowa
- 2019-2020 :  Pallacanestro Reggiana
- 2020-2021 :  Orléans Loiret Basket (Jeep Élite)
- 2021-2022 :  Le Mans Sarthe Basket (Betclic Élite)
- 2023-2024 :  Orléans Loiret Basket (Pro B)